# الجامعة الوطنية لتكنولوجيات المعلومات والإتصال
الجامعة الوطنية لتكنولوجيات المعلومات والإتصال هي هيئة مهنية تونسية مختصة في تكنولوجيا المعلومات والاتصالات. تم تأسيسها سنة 2006 من قبل النائب السابق الهادي الجيلاني.

نقابيا تنظوي الجامعة تحت جناح الاتحاد التونسي للصناعة والتجارة والصناعات التقليدية، الاتحاد الوطني الذي يحتوي على ثمانية غرف نقابية.

## التنظيم
تقاد الجامعة من قبل رئيس وثمانية أعضاء ويأسسون بذلك مكتبها التنفيذي: قيس سلامي (رئيس)، توفيق حليلة (نائب رئيس أول)، رضا بن عبد السلام (نائب رئيس ثاني)، سمير سحنون (أمين مال)، رمضان اليحياوي، محمد بالرحومة، طارق بكور وجمال برنات (أعضاء). 

كما أن لديها أمانة عامة دائمة تسهم في سير عملها.

## الغرف النقابية
تتكون الآن من ثمانية غرف تجارية وهي:
- شركات الخدمات وهندسة الكمبيوتر.
- مراكز الاتصال والعلاقات مع العملاء.
- الصناعات التجميعية للكمبيوتر.
- تركيب معدات الاتصالات.
- المراكز العمومية للأنترنت.
- شركات الخدمات ذات القيمة المضافة.
- الكمبيوتر والمكاتب.
- مستوردي وموزعي المحمول.

## اللجان
ثلاث لجان تم تأسيسيها من قبل الجامعة للمساهمة في عمليات الإنعاش والإدارة والأنشطة القطاعية: لجنة التنمية، لجنة تعزيز مناخ الأعمال، لجنة المعلومات والمتابعة القطاعية.

## مقالات ذات صلة
- الاتصالات في تونس

## روابط خارجية
- الموقع الرسمي